# Emmy Noetherová
Amalie Emmy Noetherová, nepřechýleně Emmy Noether, (23. března 1882 Erlangen, Německé císařství– 14. dubna 1935 Bryn Mawr, USA) byla německá matematička, která významně přispěla k pokrokům na poli abstraktní algebry a teoretické fyziky. Slovy Alberta Einsteina byla „…podle názoru největších žijících matematiků, …nejvýznačnější matematický génius od dob, kdy se mohly ženy začít vzdělávat na univerzitách…“ Proslula obdivuhodnou schopností náhledu na problémy a elegantními abstrakcemi.

## Život

### Studium a profesura
Narodila se v bavorském Erlangenu, v tehdejším Německém císařství. Její otec Prof. Dr. Max Noether byl vynikající známý matematik své doby a profesor na Univerzitě v Erlangenu. Matka Ida Amalie (roz. Kaufmannová) pocházela z bohaté kolínské rodiny. Oba rodiče byli židovského vyznání. Emmy byla nejstarší z jejich čtyř dětí (tři bratři), pouze dvě však přežily dětství. Její bratr Fritz Noether se taktéž proslavil jako matematik, synovec Gottfried byl statistik.
V letech 1889–1897 Emmy navštěvovala Vyšší dívčí školu (Höhere Töchter Schule) v Erlangenu, kde se vyučovaly pouze základní znalosti v mnoha předmětech. Matka ji učila tradiční dovednosti mladé ženy té doby, hru na klavír a péči o domácnost. Po dalším studiu angličtiny a francouzštiny složila v roce 1900 státní zkoušku, aby mohla vyučovat angličtinu a francouzštinu na dívčích školách v Ansbachu.

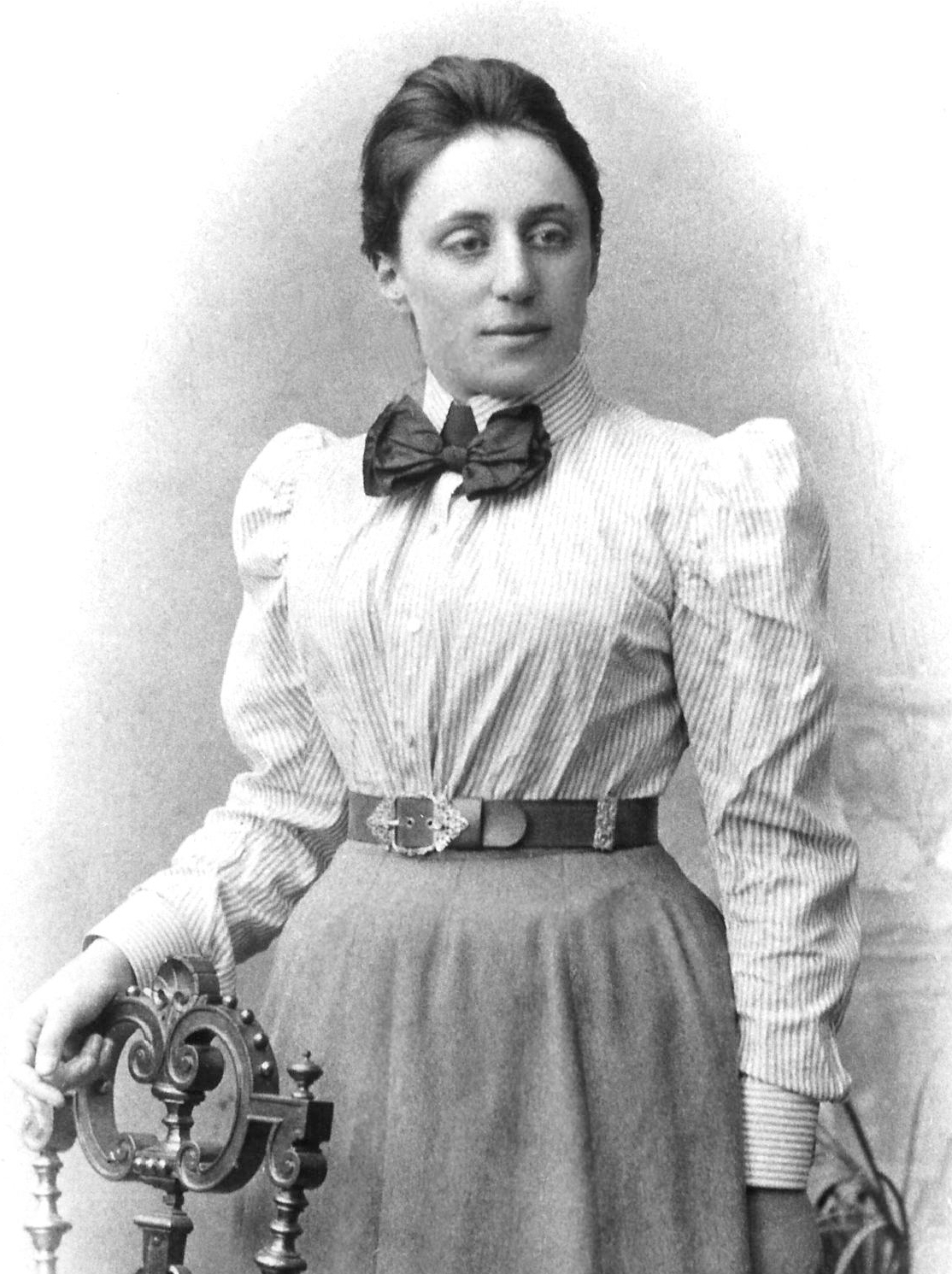
Emmy Noetherová kolem roku 1907

Emmy se však rozhodla, že bude pokračovat ve studiu na Univerzitě v Erlangenu. Jako žena mohla v té době studovat na vysoké škole jen neoficiálně a přednášky navštěvovat pouze se souhlasem přednášejícího. S podporou svého otce požádala o povolení zapsat se jako hostující studentka a v letech 1900–1903 navštěvovala přednášky z matematiky, romanistiky a historie. Mimo to se připravovala na maturitu, kterou složila jako soukromý student 14. července 1903 na Královském reálném gymnáziu (Königliches Realgymnasium) v Norimberku.
Poté, co bylo v roce 1903 bylo v Bavorsku povoleno řádné studium žen na univerzitách, studovala jeden semestr na univerzitě v Göttingenu. Jejími akademickými učiteli byli Otto Blumenthal, Felix Klein, David Hilbert, Hermann Minkowski, Karl Schwarzschild a další. Kvůli nemoci se vrátila zpět do Erlangenu a v roce 1904 se zapsala na studium matematiky na místní univerzitě. V roce 1907 získala pod vedením profesora Paula Gordana doktorát za práci o teorii invariantů. Byla druhou Němkou, která získala doktorát z matematiky na německé univerzitě.
Následujících 8 let žila s rodiči v Erlangenu, pomáhala svému otci v univerzitním Matematickém institutu, bezplatně přednášela a vědecky pracovala v oblasti teorie invariantů. Na univerzitě neměla žádný oficiální status a nedostávala žádnou mzdu, protože placené postdoktorandské pozice byly vyhrazeny pro její mužské kolegy. Brzy začala publikovat a její reputace rychle rostla. V roce 1908 byla zvolena do Circolo Matematico di Palermo, v 1909 se stala členkou Jednoty německých matematiků (Deutsche Mathematiker-Vereinigung). V témže roce byla pozvána a jako první žena měla přednášku na výročním setkání Společnosti v Salcburku. V roce 1913 učila ve Vídni. V této době spolupracovala s vynikajícími matematiky Fischerem, Minkowskim, Hilbertem a Kleinem, které potkala v Göttingenu. Na jejich podnět podala na univerzitě v Göttingenu v červenci 1915 přihlášku k habilitaci. Katedra matematiky a přírodních věd Filozofické fakulty ji podpořila žádostí adresovanou pruskému ministrovi o jednorázovou výjimku pro Emmy Noetherovou ze zákazu habilitace pro ženy. V listopadu 1917 obdržela zamítavou odpověď. Na univerzitě mohla působit jako Hilbertova asistentka a přednášet bezplatně v programu vedeném pod jeho jménem. Od roku 1916 byla v kontaktu s Albertem Einsteinem, se kterým konzultovala různé problémy související s teorií relativity. Po skončení války v roce 1918 a rozpadu Německého císařství se postavení žen zlepšilo. Kromě volebního práva získaly i možnost habilitace na německých univerzitách. V roce 1919 se Emmy Noetherová stala první ženou v Německu, která se habilitovala v matematice. Jako habilitační práci předložila svůj výzkum na téma invariantní variační problémy. Dokázala dva teorémy pro fyziku obecné relativity i fyziku elementárních částic. Jeden z nich je stále znám jako „teorém Noetherové“. Začala přednášet pod vlastním jménem jako soukromá docentka v oboru matematiky, bez pevného platu, odměna byla závislá na počtu posluchačů. V roce 1922 se stala „výpomocnou profesorkou bez funkčního období v úřadě bez nároku na mzdu“. Teprve v roce 1923, v jednačtyřiceti letech, začala dostávat malou mzdu. Zatím co byla v Göttingenu, její status se nezměnil, nejen vzhledem k jejich předsudkům vůči ženám, ale také proto, že byla Židovka, sociální demokratka a pacifistka.

### Vědecká a pedagogická činnost
Ve dvacátých letech 20. století Noetherová pracovala v Göttingenu na budování základů v oboru abstraktní algebry, teorii grup, okruhů, čísel a reprezentacích grup. Její matematika mohla přinést mnoho užitku pro fyziky a krystalografy, ale ve své době byla kontroverzní. Diskutovalo se, zda by matematika měla být konceptuální a abstraktní (intuicionistická) nebo více fyzikálně založená a aplikovaná (konstruktivistická). Konceptuální přístup Noetherové k algebře vedl ke skupině principů sjednocujících algebru, geometrii, lineární algebru, topologii a logiku. Shromáždila kolem sebe několik studentů známých jako „chlapci Noetherové“. Tito studenti cestovali třeba až z Ruska, aby u ní mohli studovat. Noetherová považovala své studenty za něco jako rodinu a byla vždy ochotná naslouchat jejich problémům. Její učební styl bylo velmi složité sledovat, ale ti, kteří její rychlý styl pochopili, se stali věrnými přívrženci. Její učební metoda vedla studenty k tomu, aby přicházeli s vlastními nápady, mnozí vytrvali a sami se stali velkými matematiky. 
V letech 1928–1929 působila jako hostující profesor na univerzitě v Moskvě. V roce 1930 učila ve Frankfurtu. Další uznání jejích skvělých matematických příspěvků přišlo s pozváními přednášet na Mezinárodním matematickém kongresu v Boloni roku 1928 a v Curychu roku 1932. V roce 1932 také získala spolu s Emilem Artinem prestižní Pamětní cenu Alfreda Ackermanna-Teubnera za pokrok v matematice.

### Emigrace do USA
V roce 1933 získal v Německu moc Hitler a nacisté. Nacisté požadovali, aby byli všichni Židé z univerzit vyhozeni. Neutherová na podzim roku 1933 emigrovala do Spojených států, kde jí na ženské koleji Bryn Mawr College v Pensylvánii nabídli místo hostující profesorky. Tato pozice byla částečně placená Rockefellerovou nadací, která podporovala uprchlé vědce z Německa. Od roku 1934 taktéž učila na Institutu pokročilých studií (Institute for Advanced Study) v Princetonu. 

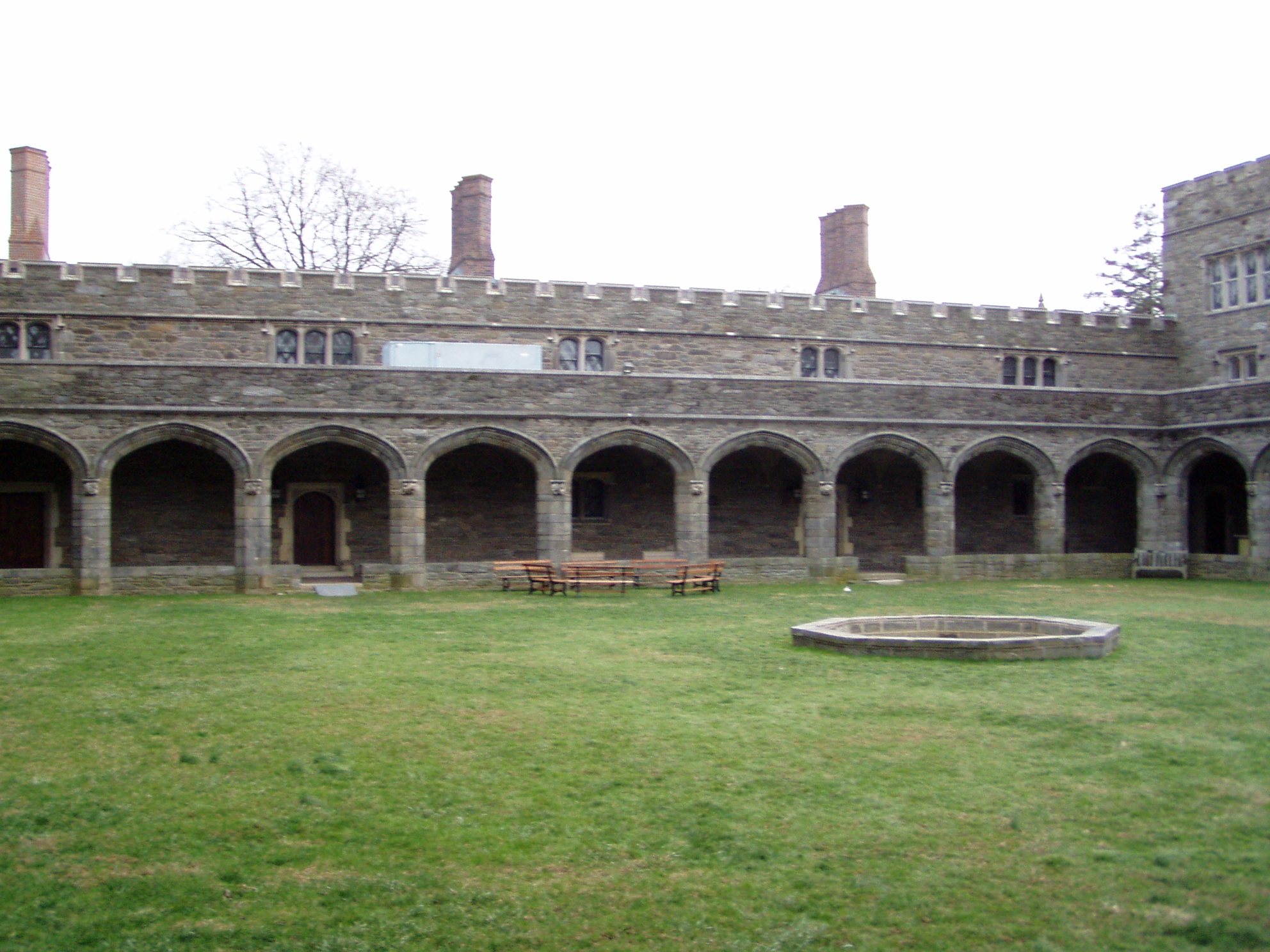
The Cloisters, nádvoří knihovny M. Carey Thomas a Bryn Mawr College

Na Bryn Mawr College učila Emmy Noetherová až do konce života. Její smrt ve věku 53 let 14. dubna 1935 po gynekologické operaci byla nečekaná. Nikdy se nevdala. Její bratr Fritz, profesor matematiky ve Vratislavi, odešel v roce 1934 i s rodinou do Sovětského svazu. Koncem třicátých let byl obviněn ze špionáže pro Německo, uvězněn a 10. září 1941 byl popraven.
Popel Emmy Noetherové byl rozptýlen na nádvoří knihovny M. Carey Thomas a Great Hall v kampusu Bryn Mawr.
Albert Einstein napsal do novin New York Times nekrolog, ve kterém se mimo jiné uvádí:
„V říši algebry, jíž se po století zabývali nejnadanější matematici, objevila metody, které mají nesmírnou důležitost. Čistá matematika je v jistém smyslu poezií logických myšlenek. Ve snaze dosáhnout logické krásy, jsou objevovány duchovní formule nezbytné k hlubšímu průniku do zákonů přírody...
Existuje, naštěstí, několik lidí, kteří ve svém životě včas poznají, že nekrásnější a nejuspokojivější prožitky dostupné lidstvu nepocházejí odněkud z vnějšku, ale souvisejí s rozvojem vlastního cítění, myšlení a práce jednotlivce. Skuteční umělci, objevitelé a myslitelé byli vždy lidmi tohoto druhu. Přestože životy těchto lidí probíhají nenápadně, plody jejich úsilí jsou nejcennějším přínosem, který nějaká generace může zanechat svým potomkům.“

## Dílo

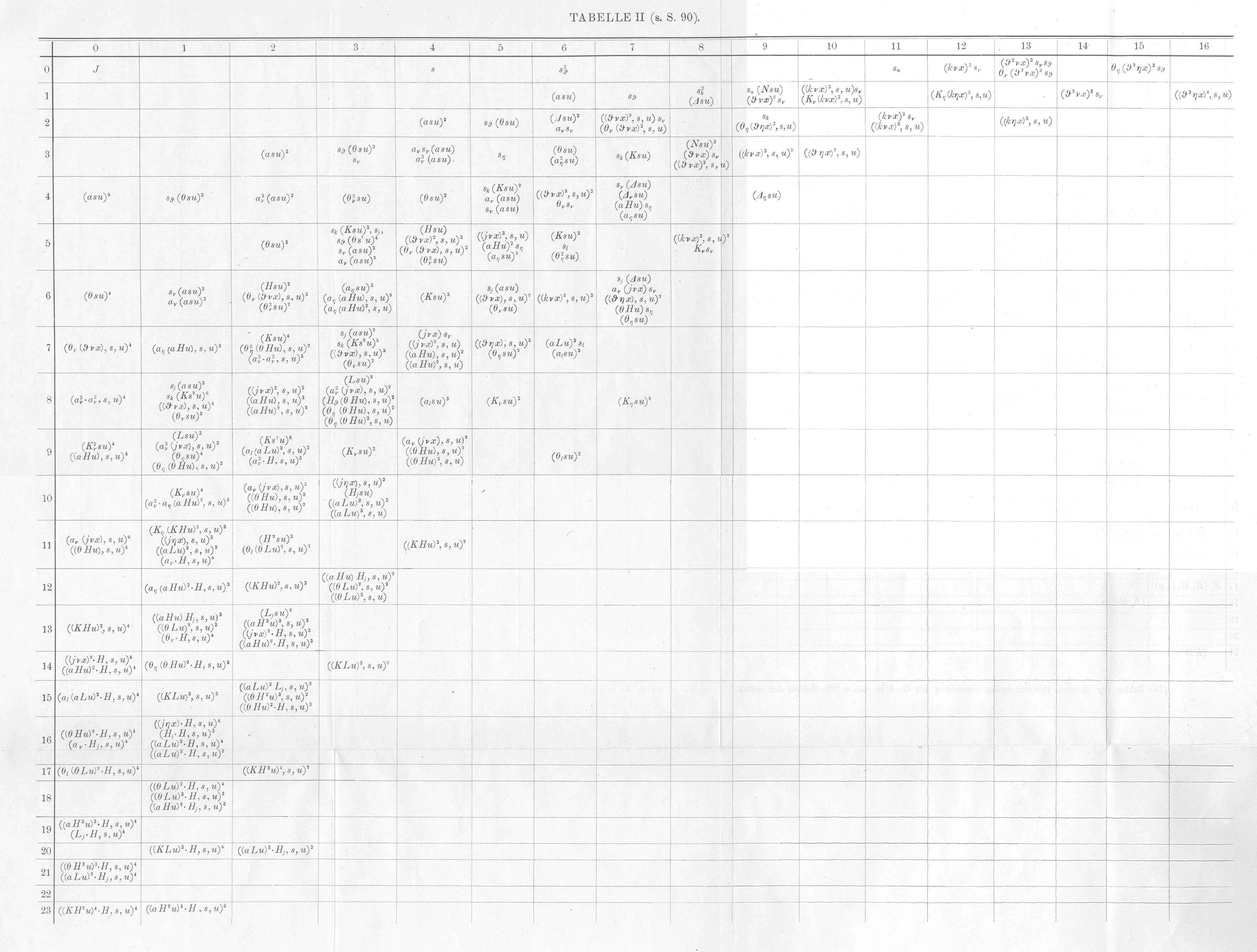
Tabulka z dizertační práce Emmy Noetherové

V prvním období vědecké práce (1907–1919) se Noetherová věnovala zejména teorii invariantů a teorii čísel, ve druhém (1920–1926) obecné teorii ideálů a abstraktním algebraickým metodám, ve třetím (1927–1935) nekomunitativní algebře. Teorém Noetherové je klíčový poznatek teoretické fyziky, vyjadřuje vztah mezi symetrií a zákony zachování. 

#### Vybrané práce
- O vzniku tvarového systému ternární bikvadratické formy (Über die Bildung des Formensystems der ternären biquadratischen Form, 1908) – dizertační práce

- Věta o konečnosti invariantů konečných grup (Der Endlichkeitssatz der Invarianten Endlicher Gruppen, 1915)
- Invariantní variační problémy (Invariante Variationsprobleme, 1918) – habilitační spis, významný příspěvek k teoretické fyzice.
- Ideální teorie v okružních oblastech (Idealtheorie in Ringbereichen, 1921)
- Abstraktní konstrukce ideální teorie v algebraických číselných a funkčních tělesech (Abstrakter Aufbau der Idealtheorie in algebraischen Zahl- und Funktionenkörpern, 1927)